# Can Batlló (la Bordeta)
Can Batlló és un recinte industrial a tocar de la Gran Via de les Corts Catalanes, prop de la plaça Cerdà de Barcelona, parcialment catalogat com a bé cultural d'interès local. Era una autèntica «ciutat dels oficis», on convivien en harmonia, tradició i modernitat, empreses grans i petits tallers i un bar que funcionava com a fòrum de discussió i com a centre de negocis.

## Història
L'industrial Joan Batlló i Barrera es va associar amb els seus nebots Domènec i Romà Batlló i Sunyol sota la raó social Joan Batlló i Nebots, i el 1878, va adquirir a l'advocat Fèlix Vives i Amat uns terrenys de la finca de Can Mangala, a tocar del Canal de la Infanta. Projectada per l'enginyer Juan Antonio Molinero, la Fábrica de Hilados y Tejidos de Algodón, Blanqueo, estampados y aprestos de Juan Batlló va ser inaugurada el 1880. Ocupava 19.000 m² sobre un terreny de 26.000, estava construïda en una sola planta i tenia 24.000 pues i 722 telers. La seva energia de 600 CV l'hi proporcionava una màquina de vapor construïda per la Maquinista Terrestre i Marítima, i donava feina a 950 treballadors. Van començar fabricant la mateixa línia de productes que la fàbrica Batlló i Batlló del carrer d'Urgell, ara competència seva, però el 1883 van seguir les petjades de L'Espanya Industrial introduint l'estampació. Participaren en l'Exposició Universal de 1888, on van obtenir la medalla d'argent per «la perfecció i baratura dels seus teixits blancs».

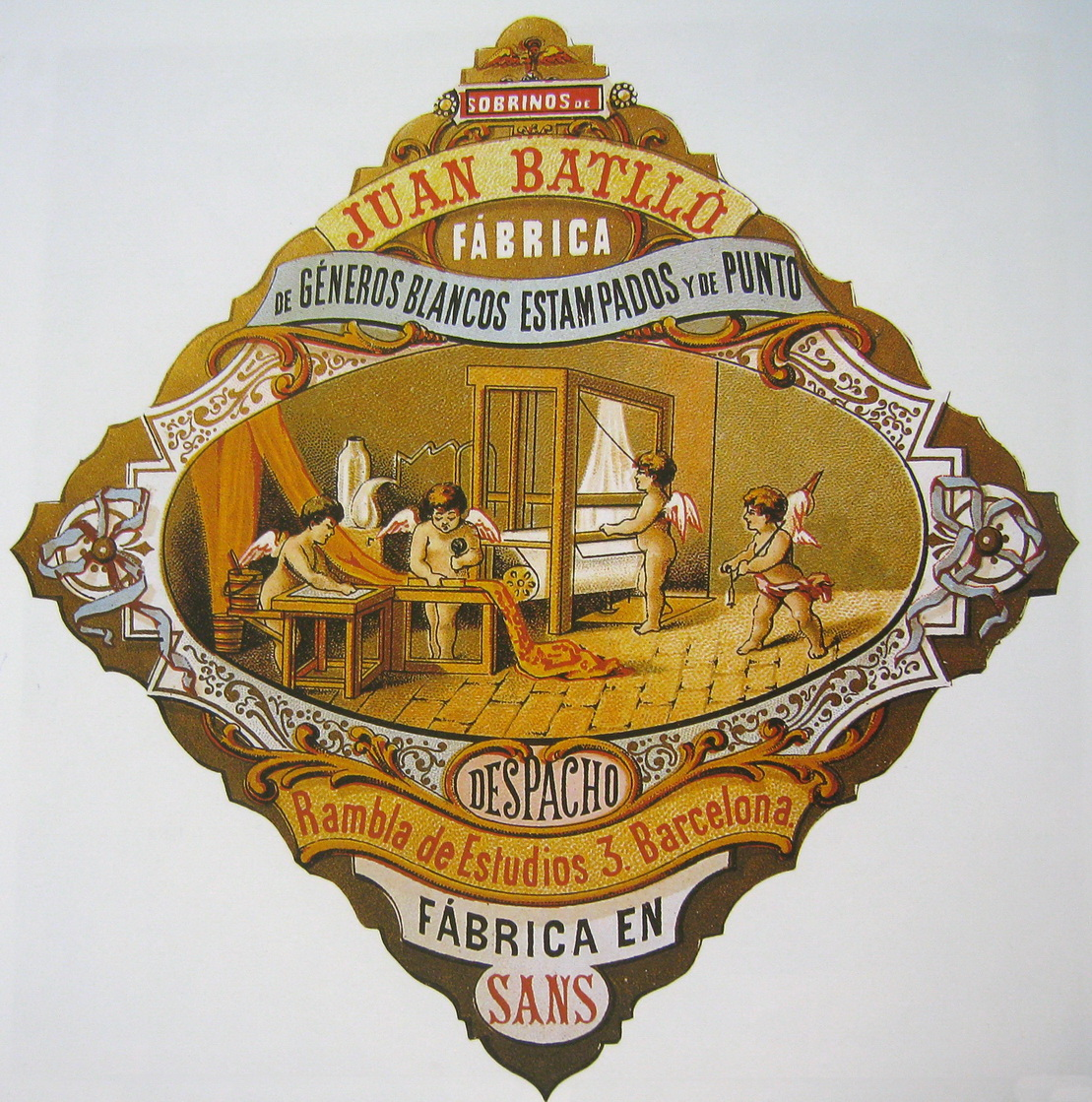
Propaganda de l'empresa Sobrinos de Joan Batlló

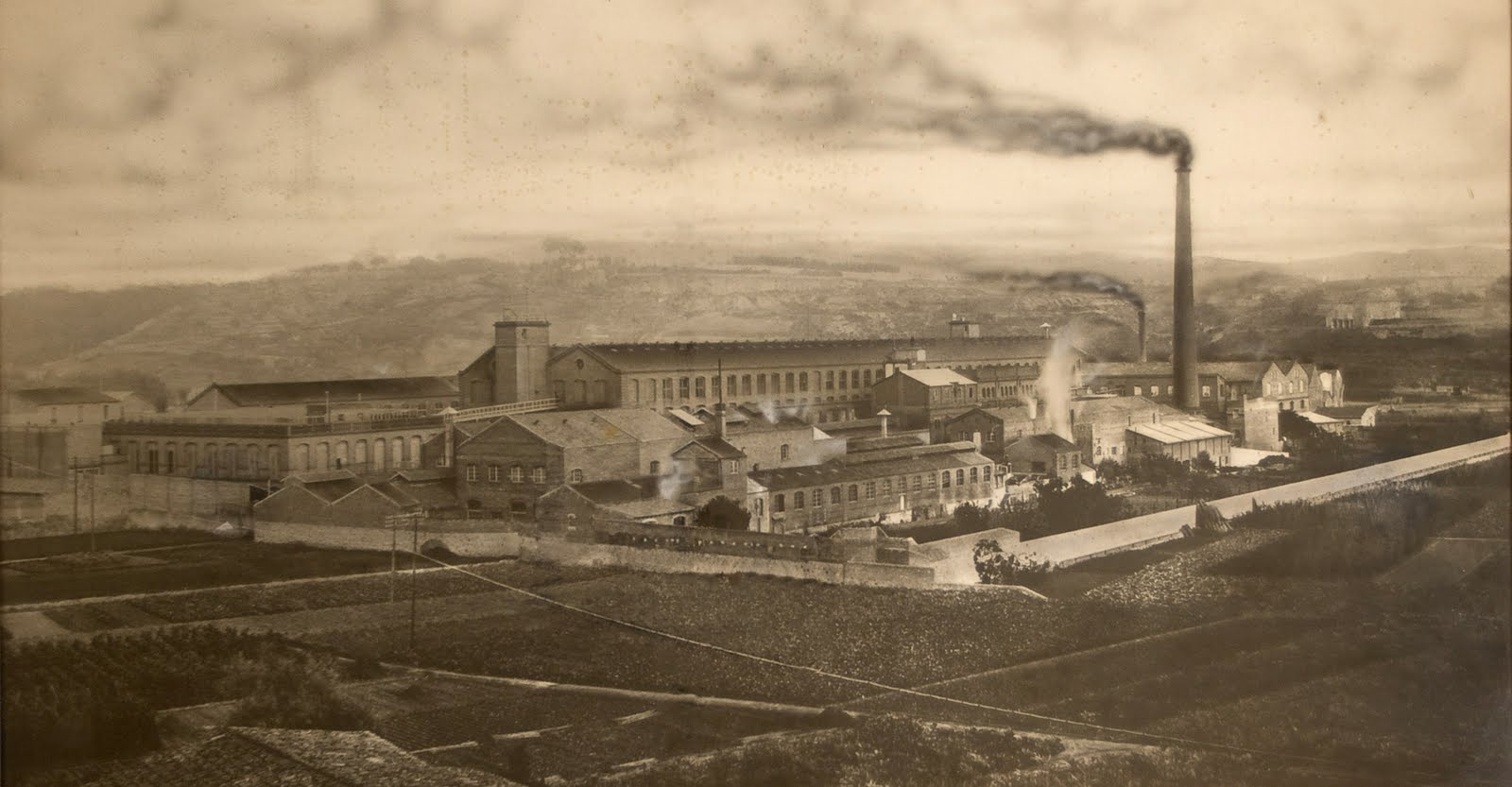
Vista de la fàbrica a finals del

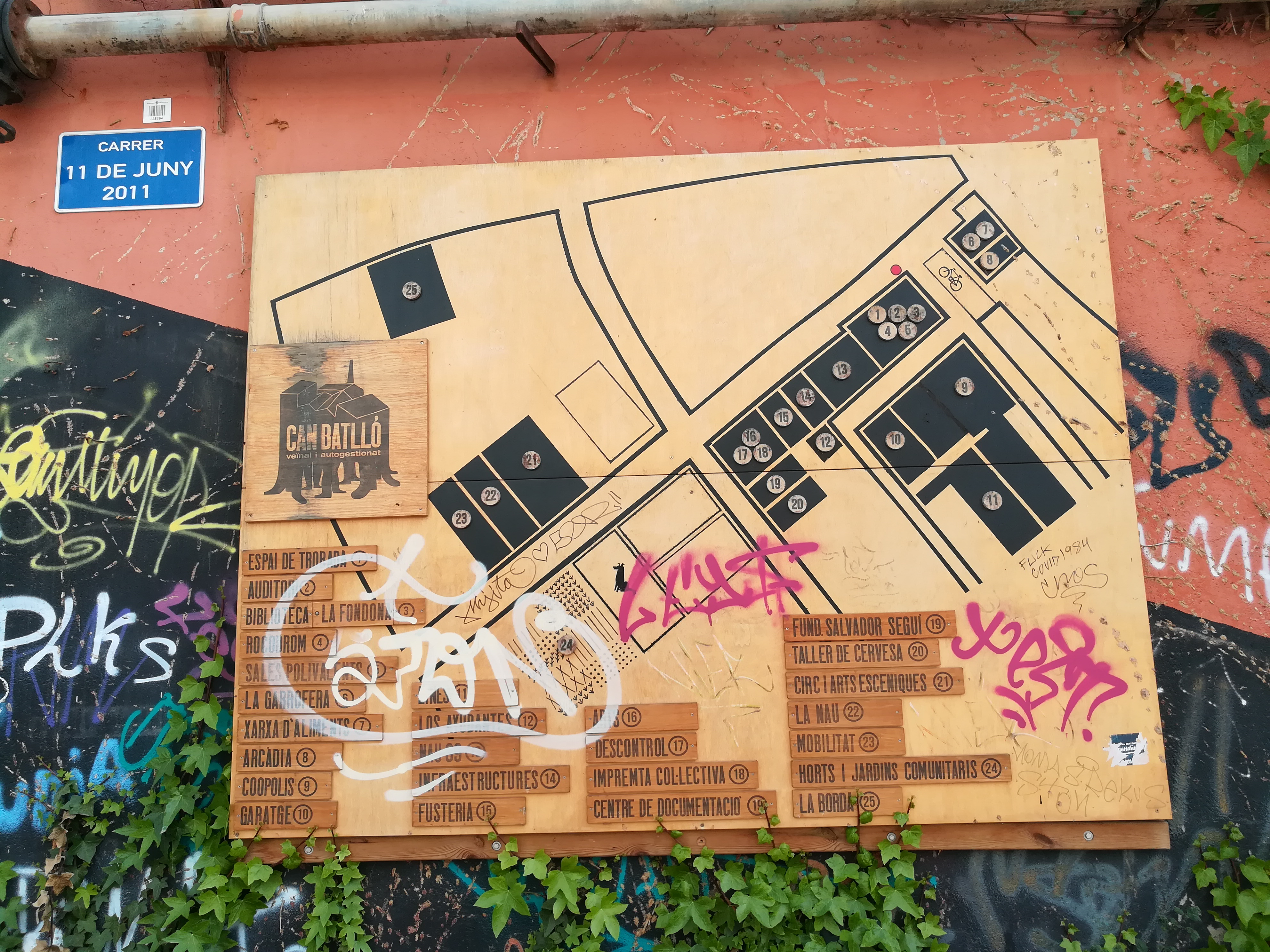
Plànol de Can Batlló veïnal i autogestionat, en una paret del bloc 11, i placa del carrer interior batejat amb la data fundacional de l'11 de juny del 2011

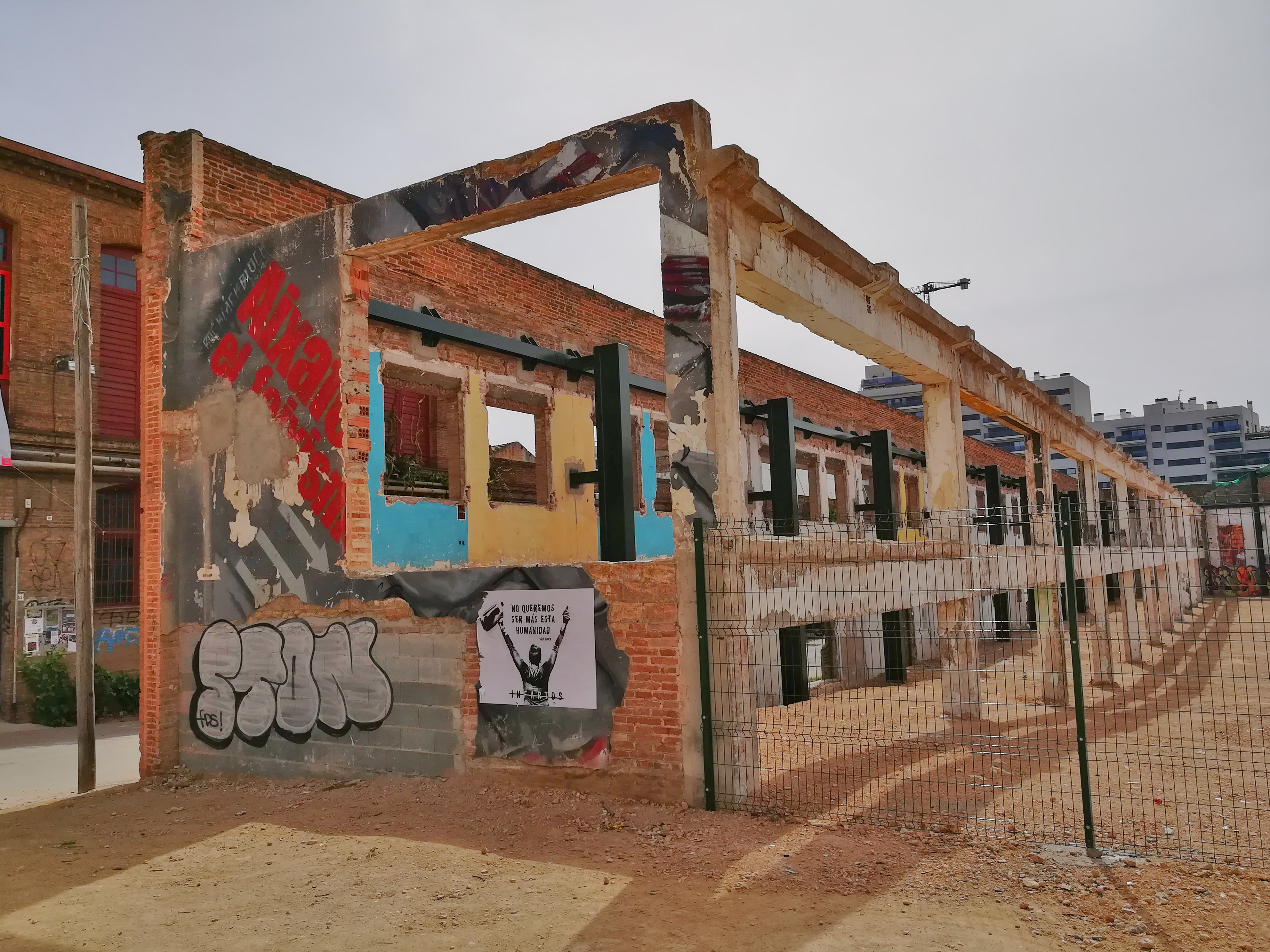
Bloc 12, en fase d'enderrocament, l'abril del 2021

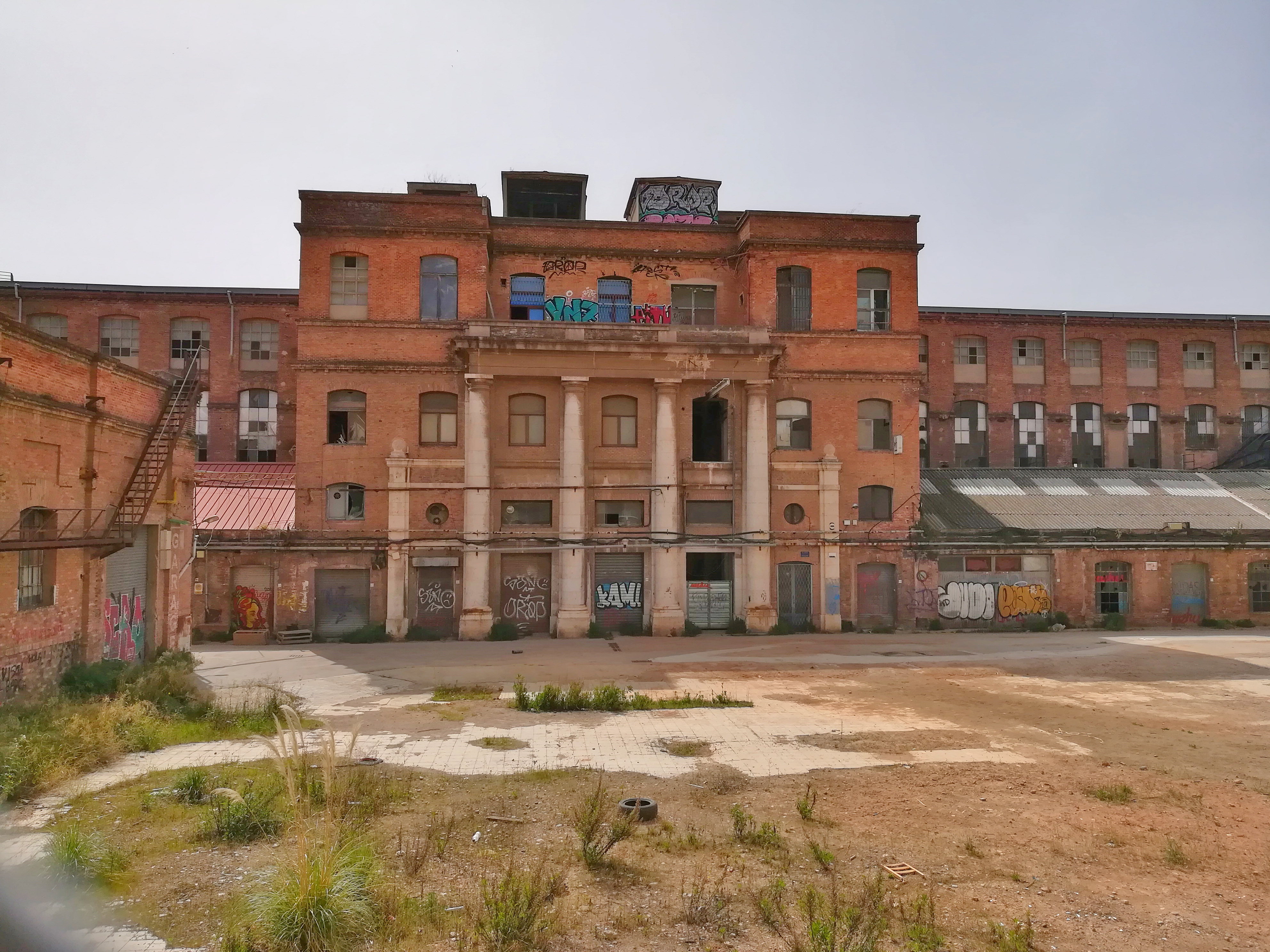
Bloc 8, la nau principal, des del carrer de Mossèn Amadeu Oller

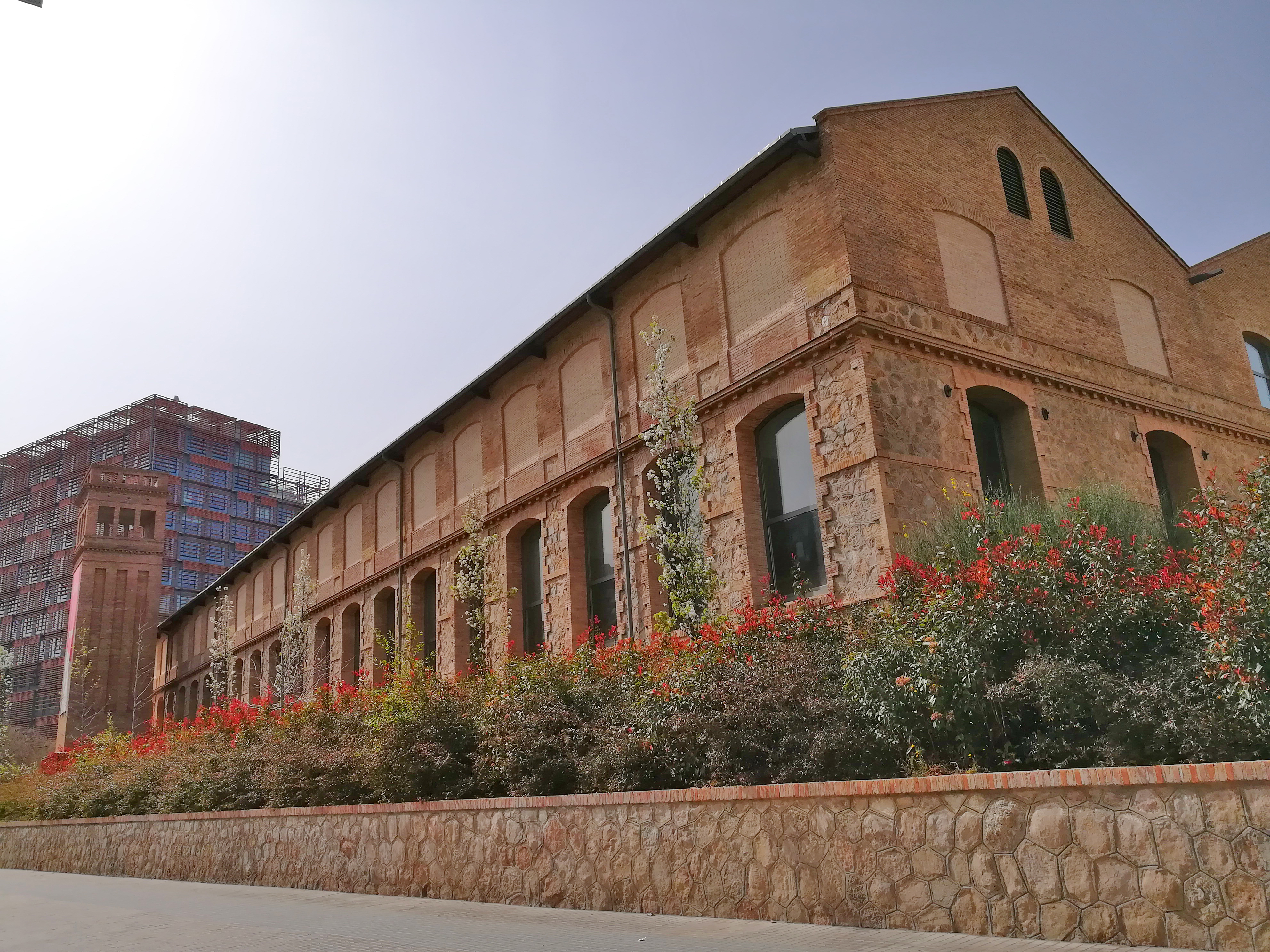
Vista del bloc 7, des de la Gran Via

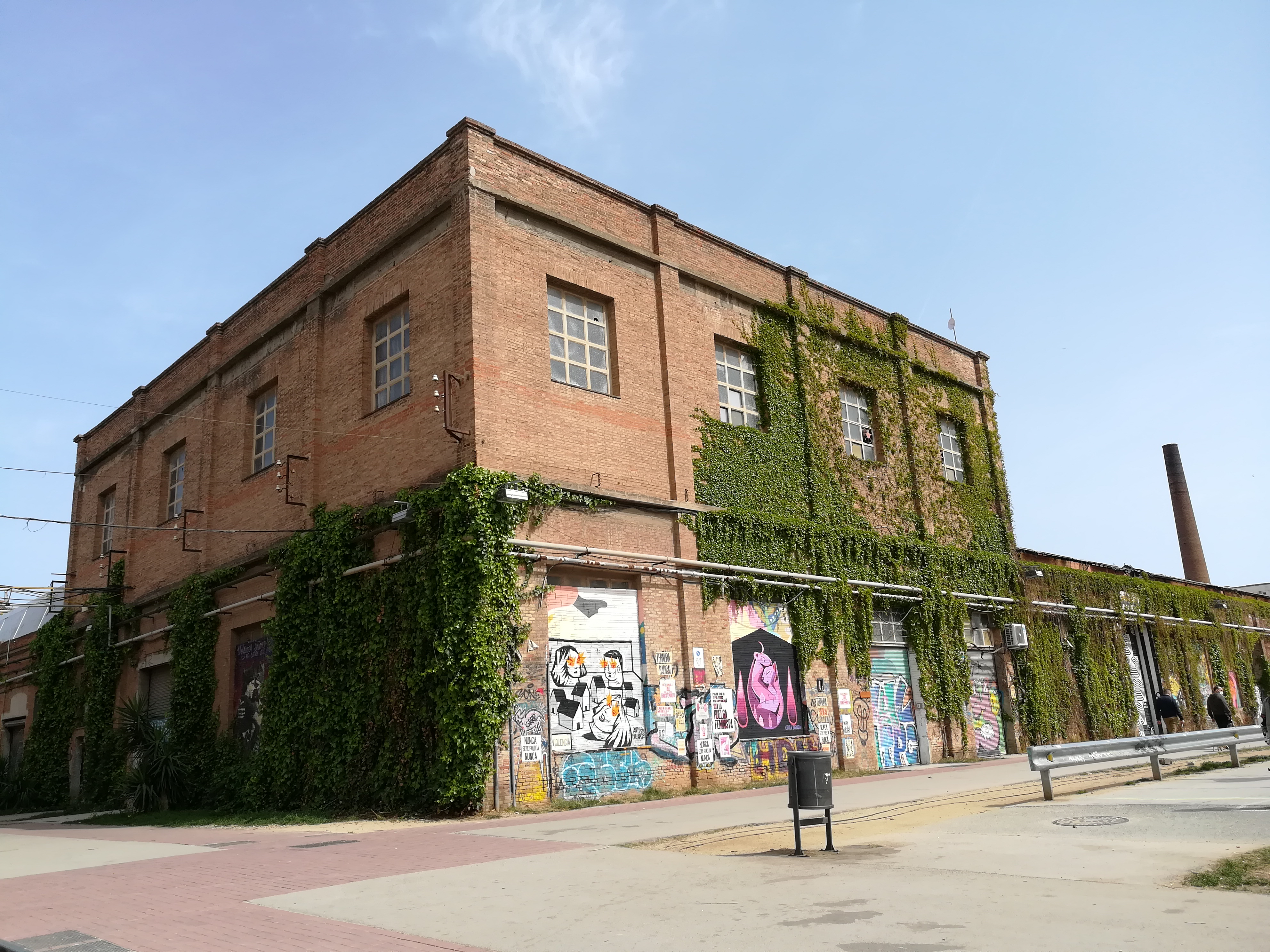
Bloc 11

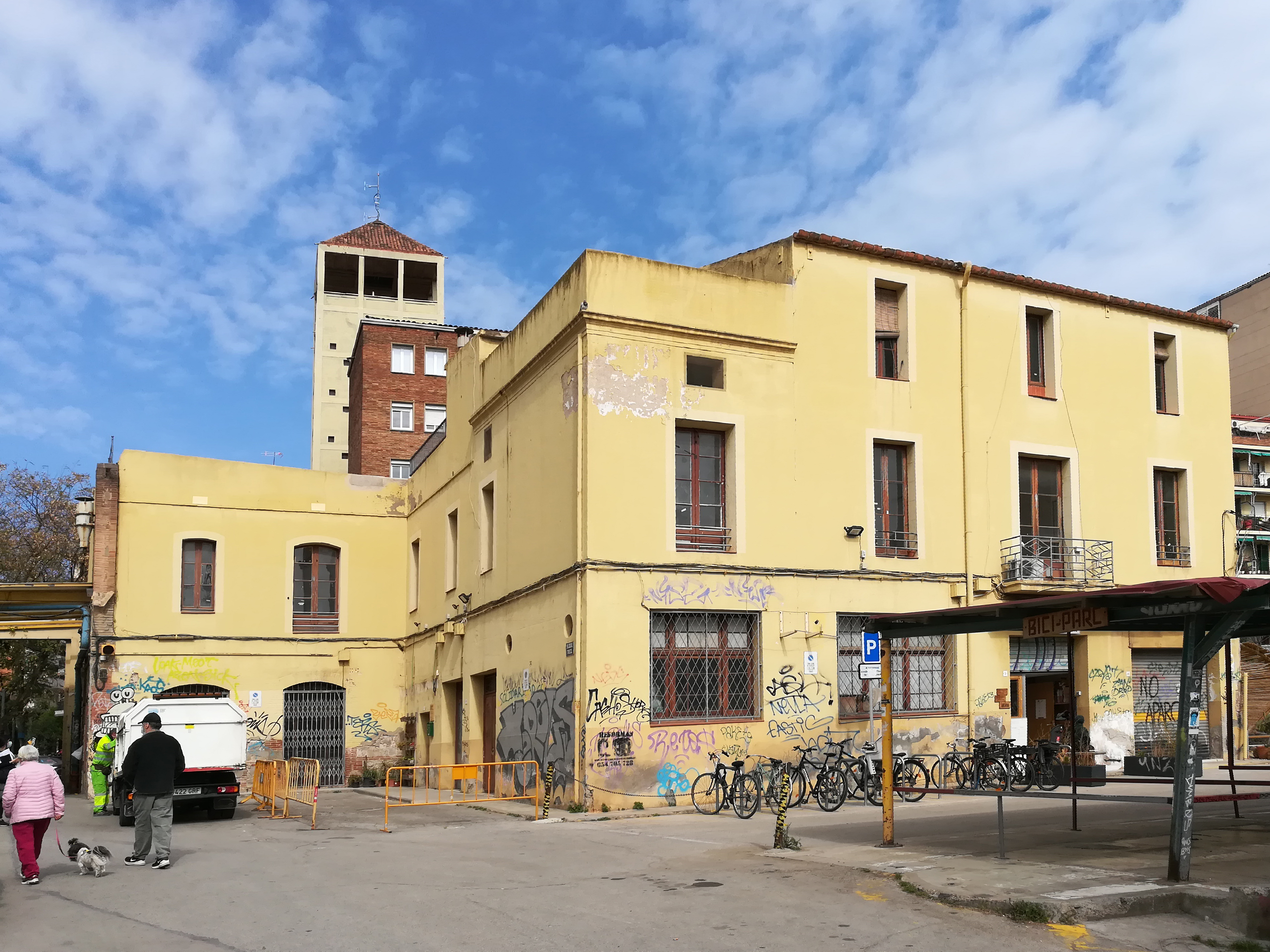
El pavelló d'entrada i el mas Pelleria, amb el campanar de l'església de Sant Medir al fons

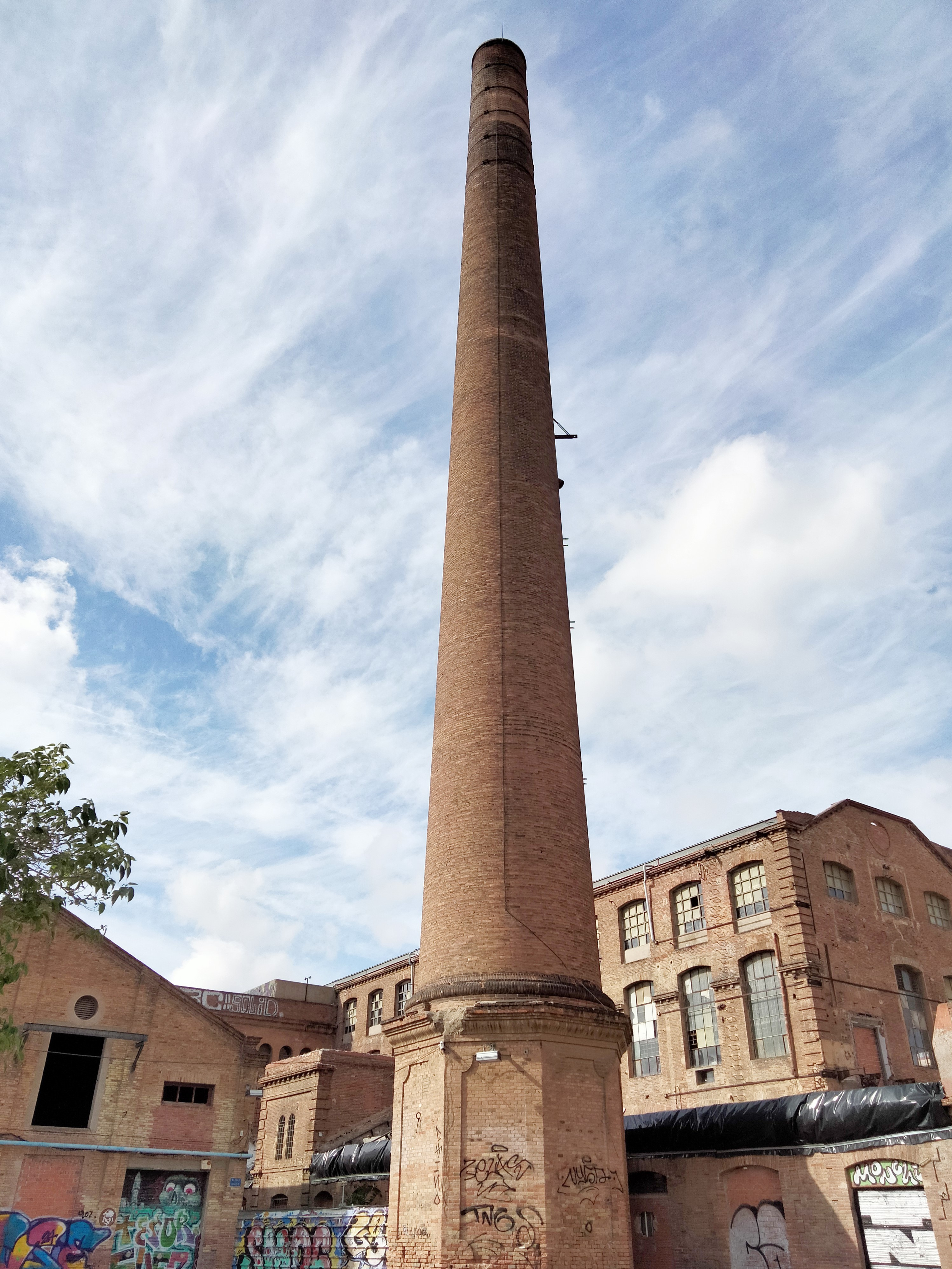
La xemeneia, amb el bloc 8 al fons

El 1892, Joan Batlló i Barrera va morir sense descendència, i fou succeït pels seus nebots Romà i Domènec sota la raó social Sobrinos de Juan Batlló. El 1898 ja havien doblat la potència del vapor a 1.200 CV, comptaven amb 32.000 pues de filar i 900 telers i havien comprat nova maquinària per a la secció d'estampats. També començaren a elaborar gèneres de punt, un producte molt original per a una tèxtil tradicional. El 1900 van guanyar el gran premi a l'Exposició de París, en la categoria de «fils i teles de cotó». Però amb el canvi de segle, l'activitat va baixar i hagueren de despatxar part de la plantilla, fins a quedar-se amb 800 treballadors. En canvi, la Primera Guerra Mundial (1914-1918) en va produir una revifada important.
Romà va morir el 1925 sense descendència i fou succeït pels fills de Domènec (Montserrat, Jesús, Dolors, August i Immaculada Batlló i Bofill). El 1926, l'empresa es va constituir en societat anònima amb el nom de Sobrinos de Juan Batlló SA i seu social al carrer de Trafalgar, 44. Durant la Guerra Civil, els Batlló s'exiliaren a França i l'empresa fou col·lectivitzada. En acabar la contesa, els propietaris recuperaren la fàbrica i el 1941 van contractar maquinària Heberlein per a millorar l'acidulació i el merceritzatge dels teixits, però el projecte no devia reixir, ja que el 1943, l'empresa va ser venuda a l'empresari Julio Muñoz Ramonet per 28 milions de pessetes, un import pagat gairebé del tot en metàl·lic.
El 1959, l'empresa es transformà en Unión Industrial Textil SA (UNITESA), que aglutinà tot el seu imperi tèxtil, però això fou el cant del cigne, ja que el 1964 es produí l'acomiadament de 500 treballadors, i la producció cessà poc temps després. A partir del 1966, les naus del recinte van ser llogades com a magatzems i tallers a diferents empreses, entre les quals destacava el fabricant de cosmètics Margaret Astor, amb 2.000 m². El 1968, els terrenys van ser adquirits per Inmobilaria Carvil SA, i el 1971 per Inmobiliaria Lles SA, absorbida el 2006 pel Grup Gaudir (Desarrollos Inmobiliarios Gaudir SL).
A les dècades del 1960 i 1970, la Bordeta era un barri eminentment obrer en ràpid creixement i amb un dèficit de serveis i zones verdes, accentuat per l'obertura del Primer Cinturó de Ronda (actual Ronda del Mig) el 1971. Aquell mateix any, es va fundar el Centre Social de Sants, que aglutinà la mobilització veïnal, i el 1973 es va fer una exposició que reivindicava una actuació a Can Batlló que tingués en compte les necessitats del barri. La pressió veïnal i l'arribada a l'Ajuntament d'un alcalde conciliador, Josep Maria Socias i Humbert, va tenir els seus fruits, i així, el Pla General Metropolità del 1976 destinava els seus 81.000 m² a equipaments i zones verdes, fent-hi inviable el desenvolupament residencial.
El març del 2002, davant la impossibilitat d'expropiar tot aquell gran solar, l'Ajuntament de Barcelona va treure a exposició pública una proposta de modificació del PGM del recinte industrial i del sector de la Magòria, a càrrec dels arquitectes Xavier Llistonella i Xavier Montsalvatge, que plantejava una permuta de qualificacions amb dos terrenys propers, mantenint una part del recinte com a sòl residencial. Aquest pla va comptar amb l'oposició, per una banda, de la immobiliària propietària dels terrenys, que hi volia fer més pisos, i per una altra, de l'Associació d'Industrials de Can Batlló, els llogaters de la «ciutat dels oficis», que volien que se'n respectessin els drets adquirits. Finalment, el novembre del 2006 es va aprovar la modificació del PGM, que mantenia el conjunt d'edificis industrials, creant un parc de 4,7 hectàrees, una vintena d'equipaments i més d'un miler d'habitatges, la meitat amb protecció, gràcies a una acord previ entre el Grup Gaudir, l'Ajuntament i la Generalitat de Catalunya. Això va suposar l'inici del buidament del recinte a través de l'assetjament immobiliari, i el juliol del 2007, quan hi quedaven 75 empreses, es va signar un acord amb els propietaris on s'acceptava el trasllat a unes noves naus que s'havien de construir als antics terrenys de la Seat a la Zona Franca, adquirits pel Consorci de la Zona Franca.
Atès que transcorria el temps i ni la propietat ni les institucions públiques tiraven endavant el projecte urbanístic, es va crear la plataforma ciutadana «Can Batlló és pel barri», que l'any 2009 va fixar la data de l'11 de juny del 2011 com a inici del procés de transformació del polígon. En aquest marc, la Comissió de Veïns de La Bordeta i el Centre Social de Sants, juntament amb molts veïns, estaven disposats a okupar els terrenys si llavors el procés continuava encallat. Per tal d'evitar aquesta situació, l'Ajuntament va aconseguir la cessió de l'anomenat Bloc 11, un espai autogestionat pels veïns que alberga la Biblioteca Popular Josep Pons, un polivalent Espai de Trobada, un Auditori, i tallers d'arts plàstiques, escèniques i audiovisuals. El 2019, diferents entitats del barri eren ubicades a Can Batlló; entre elles, La Garrofera de Sants, una cooperativa de consum agroecològica autogestionada que va néixer el gener de l'any 2016 a partir de l'escissió del grup de Germinal Sants.
A causa de la crisi econòmica, la construcció d'habitatges i l'obertura d'espais ajardinats han anat avançant a poc a poc amb l'enderrocament de murs i naus. El gener del 2015, la promotora Via Celère aconseguí el permís d'obres després d'arribar a un acord amb els hereus de Muñoz Ramonet, representats del Grup Gaudir.

## Arquitectura
S'hi conserven diverses naus de la fàbrica tèxtil de Joan Batlló i Barrera i els seus nebots. La més gran és paral·lela al carrer de Mossèn Amadeu Oller i consta de planta baixa i tres pisos amb teulada a doble vessant. A la planta baixa té una nau adossada. Tot l'edifici és de maó vist i amb grans finestrals d'arc rebaixat a tots els nivells. Al centre de la façana principal, que és la que dona al carrer Mossèn Amadeu Oller, sobresurt un cos rectangular amb quatre grans semi-columnes dòriques que recorren la façana fins al segon pis i aguanten un entaulament sense decoració a sobre del qual hi ha un balcó que s'obre al pis superior. A banda i banda d'aquestes columnes hi ha unes pilastres que recorren la planta baixa i el primer pis i aguanten una bola decorativa sobre una base tronco-piramidal. Al tercer pis d'aquest cos la part central de la façana, la que es correspon al balcó, queda endarrerida i així dona la sensació d'estar flanquejada per dos torres. Està coronat per una cornisa a sobre de la qual hi ha el mur de tancament de la terrassa.
La resta de naus del complex segueixen la mateixa orientació que la nau principal o estan de forma perpendicular, en paral·lel a la Gran Via. Hi ha diverses tipologies però totes elles són de maó vist amb teulada a dues a doble vessant. Alguns tenen només planta baixa amb les obertures d'arc rebaixat i un òcul sobre la porta. Altres tenen pilastres entre les obertures que creen un ritme regular i aguanten una cornisa, tot fet amb maó.
Dins del conjunt destaca el Bloc 11, que ha estat recentment rehabilitat. Aquest consta de planta baixa i un pis amb les obertures d'arc rebaixat. La separació entre les dues plantes està marcada per una cornisa. El pis superior té un basament llis i les obertures estan emmarcades per maons que fan la forma de carreus. El coronament està marcat amb un fris de dentellons. A l'interior els sostres són de volta catalana amb bigues i columnes de ferro fos.
Al carrer de la Constitució, 19 hi ha una de les portes d'entrada al recinte. Aquesta és una simple obertura rectangular i per sobre el mur fa un coronament mixtilini. A tocar d'aquest accés, dins del recinte, hi ha una masia de planta baixa i dos pisos amb coberta a doble vessant. A la façana principal hi ha un cos afegit de planta baixa, pis i terrat. Les obertures són allindades i una cornisa, que recorre la cantonada, separa la façana del mur del terrat. Al costat d'aquest edifici hi ha l'església de la fàbrica. La façana és d'inspiració gòtica i està pintada de blanc. La porta és un arc canopial d'esquena d'ase amb l'intrados decorat amb dues columnes per banda amb els capitells decorats amb motius vegetals i que aguanten una motllura llisa. Per fora una altra motllura ressegueix la forma de la porta, aquesta està aguantada per mènsules decorades amb animals i està rematada per un floró. La façana té un basament llis i als extrems hi ha unes pilastres decorades amb arcs trilobulats. A la part superior hi ha un fris de boles, on falta la part central per a deixar lloc al floró.
El mur de tancament a la Gran Via està decorat amb grans quadrats dobles i pilastres. En aquest mur s'obre l'antiga porta principal del recinte. Aquesta està emmarcada per dues pilastres constituïdes a partir de peces rectangulars i aguanten una cornisa amb un gran voladís i un entaulament. Molt a prop d'aquesta porta es troba la torre de les aigües; és una torre quadrangular d'obra vista amb les quatre cares decorades amb bandes cegues. A la part superior hi ha un fris de dentellons que separa l'últim tram on s'obren tres obertures rectangulars a cada cara que estan tapiades. El coronament és una cornisa decorada amb una doble filera de dentellons i per sobre el mur de tancament de la terrassa amb obertures rectangulars.
La xemeneia de la fàbrica té forma troncocònica, és de maó vist, i està coronada per una motllura llisa.